# 库洛季诺 (诺夫哥罗德州)
库洛季诺（羅馬化：Kulotino）是俄罗斯诺夫哥罗德州的工人村（市级镇），属奥库洛夫卡区，地处诺夫哥罗德州东部，位于伊尔门湖流域佩列特纳河畔，在区行政中心奥库洛夫卡东北、州府大诺夫哥罗德东偏南方。
该地2021年人口有2,275人；2010年人口2,942；2002年人口3,430；1989年人口4,304。